# 220 (số)
220 (hai trăm hai mươi) là một số tự nhiên ngay sau 219 và ngay trước 221.